# Неправославные храмы Карелии

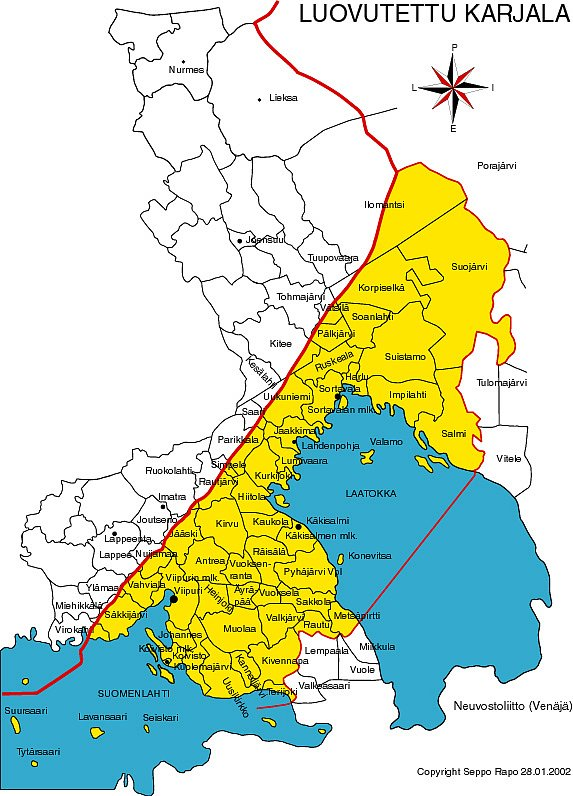
Карта приходов, отошедших к России после войны

В 1918—1940 гг. юго-западная часть современной Республики Карелия принадлежала Финляндии, там действовали и имели храмовые здания несколько приходов, отмеченных на карте. Так как в большинстве коренное население Карелии — карелы — были православными, лютеранские приходы на большей части республики отсутствовали.
Лютеране Карелии сегодня разделены между Церковью Ингрии (Карельское пробство: 17 приходов) и Карельской лютеранской церковью.

#### Евангелическо-лютеранская Церковь Ингрии
- церковь Святого Духа (Петрозаводск)

Первая лютеранская церковь в Петрозаводской слободе была построена в начале XVIII века для нужд иностранных специалистов, прибывших на строительство завода.
Деревянная «немецкая кирка» находилась на углу Вытегорского тракта (ныне — улица «Правды») и улицы Кладбищенской (ныне — улица Волховская). Она имела традиционную колокольню с острым шпилем. Вокруг располагалось «немецкое» кладбище.
Новая церковь была заложена в 1869 году по проекту петрозаводского архитектора Михаила Маркова и к 1871 году была полностью готова. Здание т. н. Немецкой кирки, перенесённое на новое место и перестроенное, сохранилось к сегодняшнему дню.
11 сентября 2004 года в парковом массиве у реки Лососинки, на участке примыкающем к углу улицы Красноармейской и Древлянской набережной, состоялось освящение места для строительства новой церкви. Автор проекта — архитектор из Savonlinna (Финляндия) Keijo Tolppa. Церемония освящения закладного камня состоялась 4 сентября 2005 года. 6 сентября 2009 года церковь была освящена епископом Евангелическо-Лютеранской Церкви Ингрии Aarre Kuukauppi.
- церковь Святого Креста (Олонец)

Евангелическо-лютеранский приход был основан в Олонецкой губернии в 1858 году и первоначально местом пребывания пастора был город Олонец. Однако в 1865 центр прихода был перемещен в губернский город Петрозаводск, где в 1871 году была построена лютеранская церковь. Отдельная лютеранская община города Олонца была организована только в 1904 году, однако она не имела своей церкви. Олонецкий приход Евангелическо-Лютеранской Церкви Ингрии был официально зарегистрирован в декабре 1993 года, уже после распада СССР. Проект каменной церкви разработал инженер-строитель из Savonlinna (Финляндия) Yrjö Kauppinen. Строительство в центре города Олонца (улица Свирских Дивизий) началось в 1996 году и обошлось в три с половиной миллиона финских марок, которые были собраны за счет добровольных пожертвований. Внутреннюю отделку церкви спроектировала архитектор из Lahti (Финляндия) Paula Nurmi. 13 июня 1999 года церковь была освящена епископом Евангелическо-Лютеранской Церкви Ингрии Aarre Kuukauppi и епископом епархии Mikkeli (Финляндия) Voitto Huotari.
- - капельный приход в Видлице
- приход в Питкяранта

К началу Зимней советско-финской войны 1939—1940 годов поселок Питкяранта не являлся приходским центром и не имел собственной лютеранской церкви. В северо-восточной части поселка располагалась Рукоусхуоне — лютеранская молитвенная комната.
Современная лютеранская община города Питкяранта была зарегистрирована как приход Евангелическо-Лютеранской Церкви Эстонии 4 ноября 1991 года. Приходу было предоставлено небольшое деревянное здание бывшей музыкальной школы на улице Ленина. В июне 1997 на улице Горького был заложен фундамент деревянной церкви. Строительство велось при материальной помощи епархии Kuopio (Финляндия). 22 февраля 1998 года церковь была освящена епископом Евангелическо-Лютеранской Церкви Ингрии Aarre Kuukauppi.
- церковь в Ляскеля

Лютеранский приход Харлу образовался в 23 апреля 2008 года в результате отделения от прихода города Питкяранта. Работы на месте будущей церкви в поселке Ляскеля начались весной 2010 года. Автор проекта — архитектор из Санкт-Петербурга Аркадий Иванов. Церемония освящения закладного камня состоялась 29 мая 2010 года. 19 июня 2011 года церковь была освящена епископом Евангелическо-Лютеранской Церкви Ингрии Aarre Kuukauppi.
- церковь Воскресения Христова (Харлу)

Лютеранский приход Харлу образовался в 23 апреля 2008 года в результате отделения от прихода города Питкяранта. Работы на месте будущей церкви в поселке Ляскеля начались весной 2010 года. Автор проекта — архитектор из Санкт-Петербурга Аркадий Иванов. Церемония освящения закладного камня состоялась 29 мая 2010 года. 19 июня 2011 года церковь была освящена епископом Евангелическо-Лютеранской Церкви Ингрии Aarre Kuukauppi.
- церковь Вознесения Христова (Кондопога)

В 1949—1950 годы в Карелию приехала значительная группа финнов-ингерманландцев, некоторые из которых начали обустраивать жизнь в Кондопоге. Большая часть приехавших исповедовала лютеранскую веру. В 1990 году был зарегистрирован Кондопожский евангелическо-лютеранский приход Церкви Ингрии. К 2004 году лютеранский приход построил в городе церковь. Это крупнейшая в Карелии лютеранская церковь.
- приход в Сортавале

Старинное деревянное здание лютеранской церкви сгорело 2 февраля 1940 года в результате массированного налета советской авиации. В память об уничтоженной церкви установлена памятная доска. Церемония освящения закладного камня состоялась 22 ноября 1996 года. Строительство велось при материальной помощи епархии Kuopio (Финляндия). 5 апреля 1998 года приходской дом был освящен епископом Евангелическо-Лютеранской Церкви Ингрии Aarre Kuukauppi и епископом епархии Kuopio (Финляндия) Matti Sihvonen.
- церковь Святой Троицы (Чална)

Поселок Чална расположен на железнодорожной линии Петрозаводск-Суоярви. Здание лютеранской церкви на улице Шоссейной было отремонтировано на средства, поступившие из прихода Virrat (Финляндия). 7 декабря 1996 года церковь была освящена епископом Евангелическо-Лютеранской Церкви Ингрии Aarre Kuukauppi. В начале 2000-х годов на станции Деревянка было приобретено в собственность здание бывшего магазина, в котором был открыт приходской дом.
- приход в Рускеала

Новая 150-местная церковь была построена рядом с руинами старой церкви 1940 года, которая была открыта летом 2010 года. Церковь была разрушена огнем 18 марта 2013 года.
- приход в Кеми
- приход в Сегеже
- приходская группа в Медвежьегорске
- приход в Соддере
- приход в Муезерском
  - капельный приход в Тикше
- приход в Костомукше
- приход в Калевала (Ухта)

Лютеранский приход в поселке Калевала (до 1963 года — Ухта) образовался в 1999 году в результате отделения от прихода города Костомукша. Работы на месте будущей деревянной церкви (улица Карельская) начались в конце августа 1999 года под руководством строительного мастера Jari Helmisaari, являющегося и автором проекта. Церковь была освящена 25 октября 2001. Общая сумма добровольных пожертвований на строительство, поступивших в основном из епархии Kainuu, составила около 4.5 миллионов рублей.
В середине 1870-х годов Ухта была одним из центров религиозной группы протестантской направленности «Ушковайзет».

###### Также сохранились, но не действуют храмовые здания в следующих приходах
- В пос. Ильме Лахденпохского района

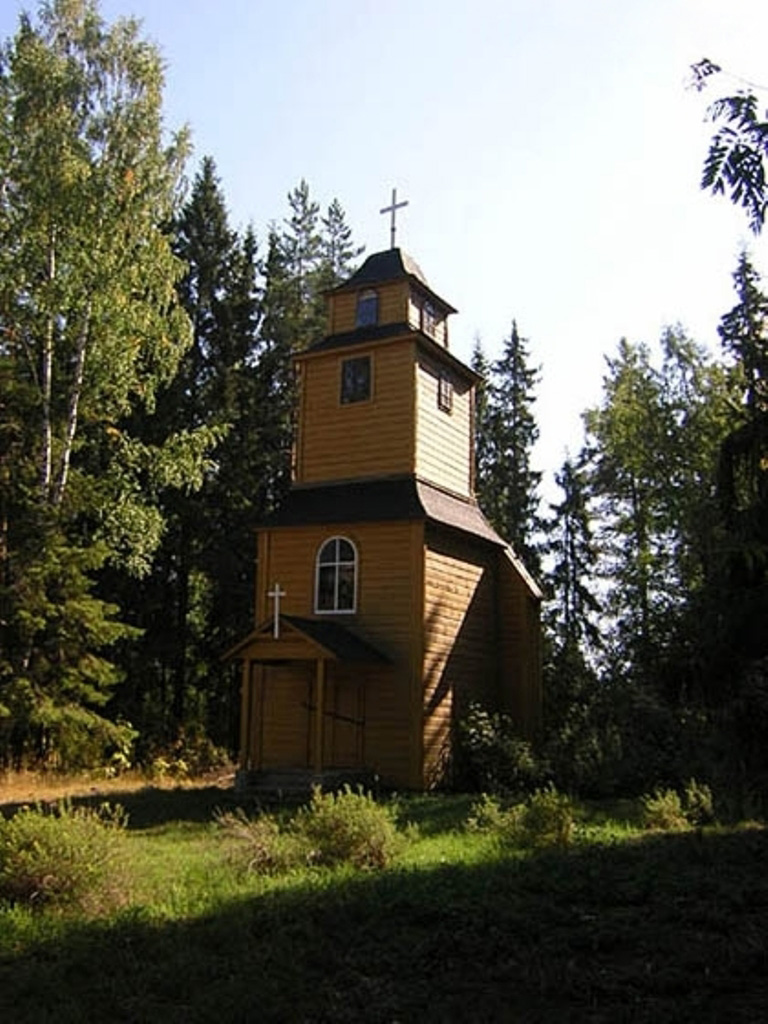
Восстановленная колокольня в Ильме

Лютеранскую церковь в Ильмее построил в 1777 г. владелец поместья барон Скотт (Шкотт). Церковь в честь его дочери была посвящена св. Анне. Церковь простояла до наших дней, но в годы советской власти пришла в упадок. Примерно в 2000 г. бывшие финские жители Ильмее отреставрировали колокольню церкви, а остальная часть церкви рухнула и возвышается грудой бревен за колокольней.
- Дер. Куйкканиеми, Суоярвский район.

Деревянная кирха освящена в 1892 году. В советское время использовалась как склад. Рядом с храмом домик, сейчас в нём живёт православный священник, он и следит за храмом.
- Яаккима-Лахденпохья

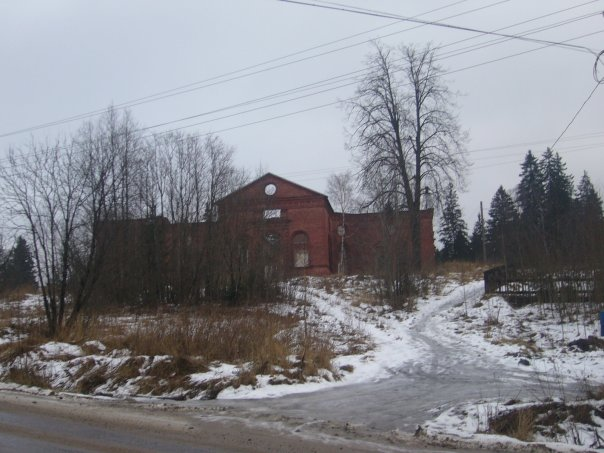
Стены храма г. Лахденпохья

В 1845 году был представлен проект, подготовленный известным архитектором Карлом Людвигом Энгелем (Carl Ludvig Engel, 1778—1840) ещё 11 лет назад. В 1977 году церковь сгорела. В настоящее время можно видеть стены церкви, которые постепенно разрушаются.
- Лумиваара

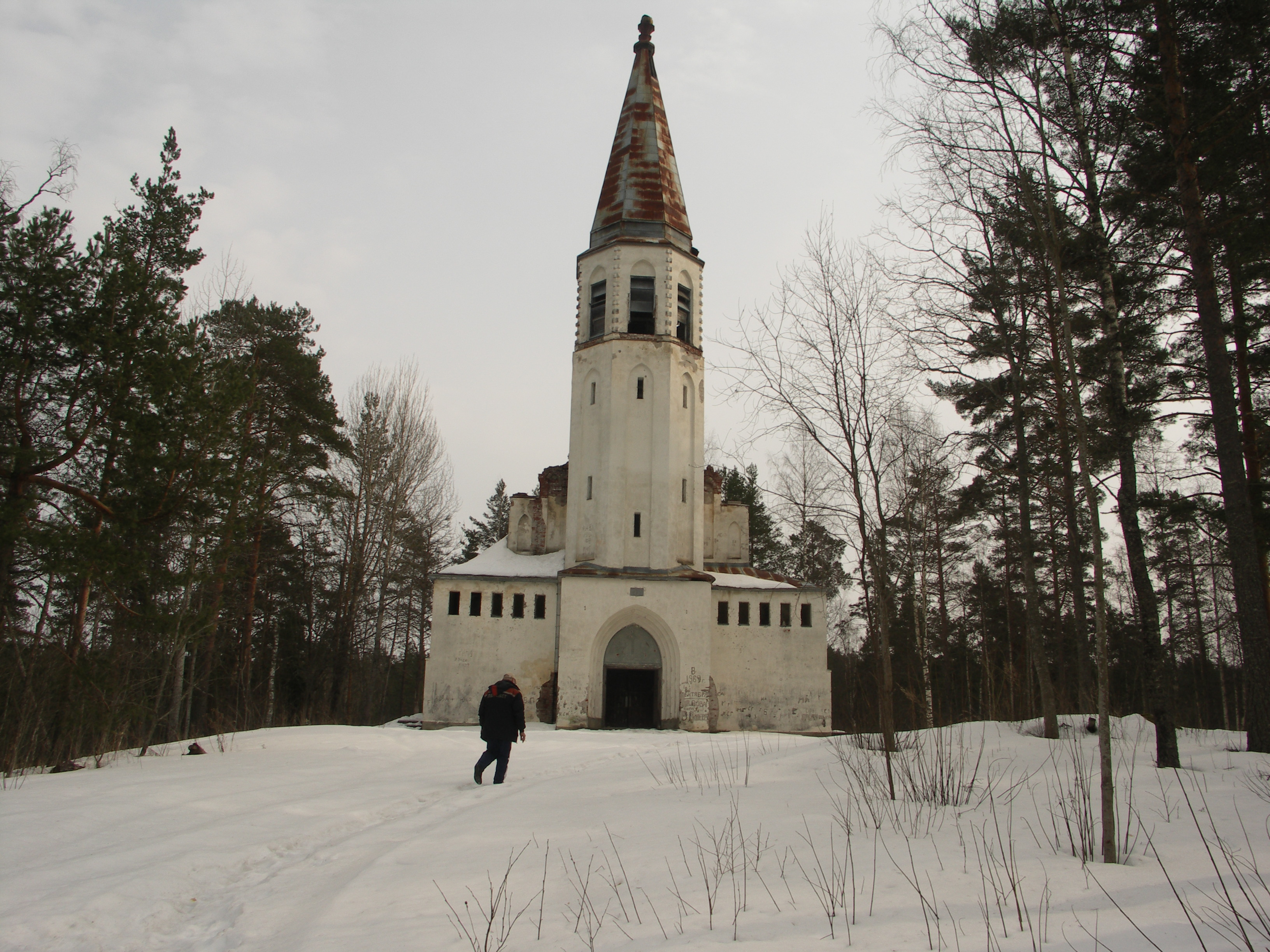
Кирха в Лумиваара

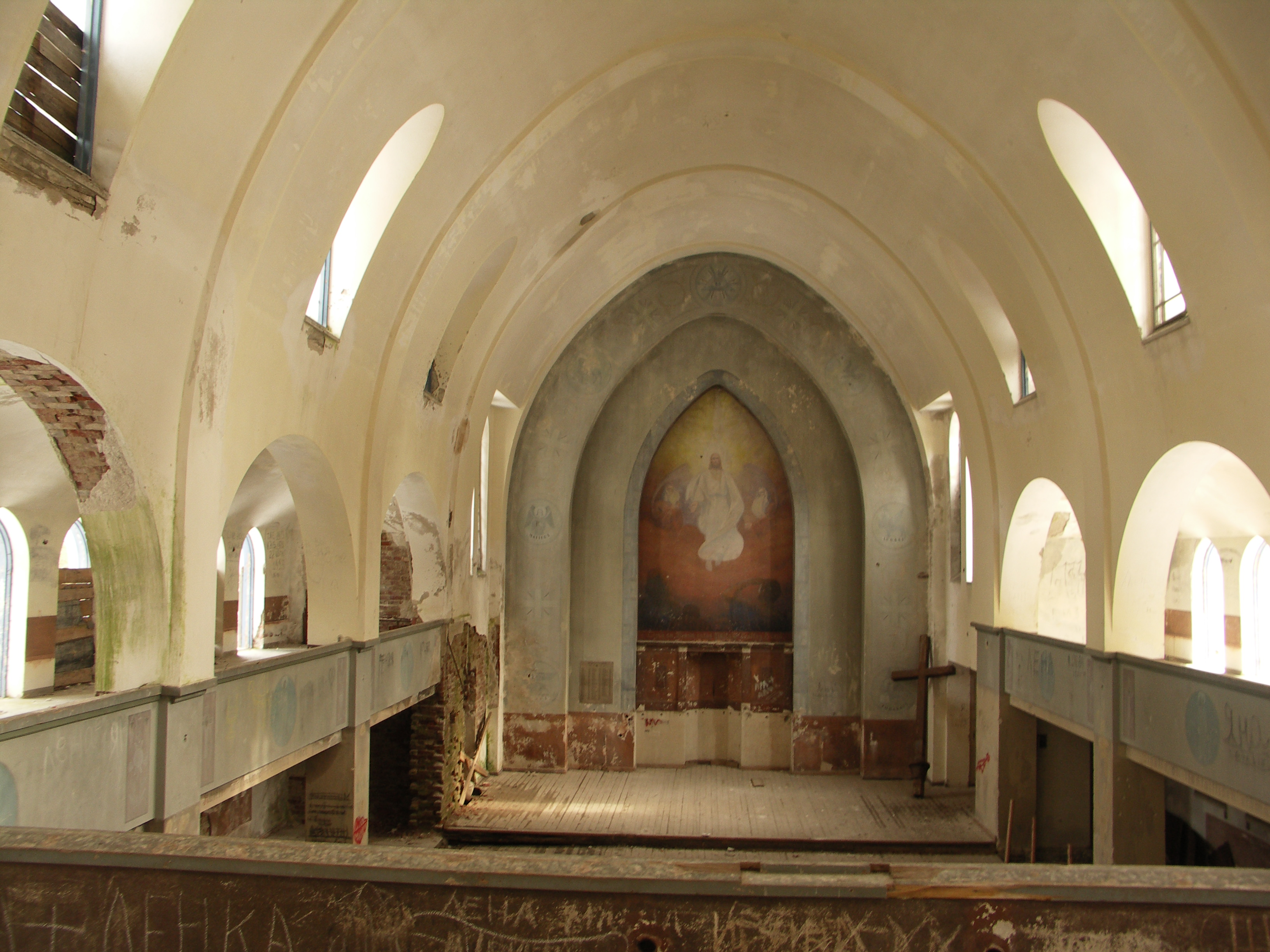
Алтарь

Построена в 1935 году. Очень хорошо сохранилась, можно подняться на колокольню, сверху отличный вид на окрестности. Рядом захоронение финских войнов, павших в боях за свою родину в 1939—1944 г.г.

#### ХрамыКарельской евангелическо-лютеранской церкви
- в г. Сортавала

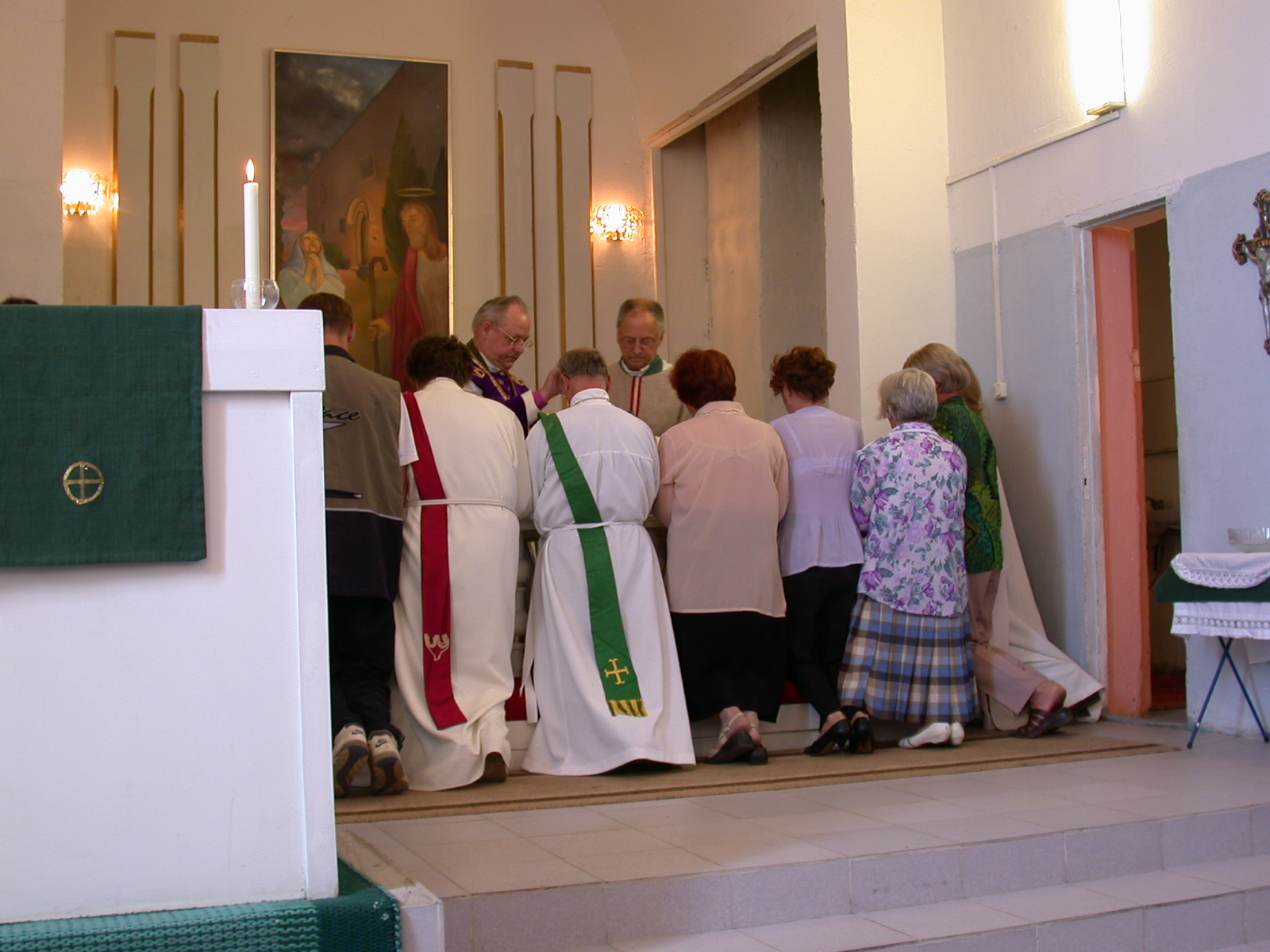
Причастие в приходе Сортавала Карельской евангелическо-лютеранской церкви

Сооруженная в 1939 году по проекту хельсинкского архитектора Yrjö A. Waskinen каменная кладбищенская капелла осталась незавершенной и в советское время использовалась в производственных целях. С 2001 года это здание на улице Фабричной принадлежит приходу Карельской Евангелическо-Лютеранской Церкви.

### Немецкие
- Немецкая кирха в Петрозаводске

### Католические
Католический храм Божией Матери Неустанной Помощи в Петрозаводске